# Verteltijd
In een verhaal worden een bepaald aantal bladzijden/regels/woorden gebruikt om een bepaald tijdsbestek in het verhaal te omschrijven. Dit wordt de verteltijd genoemd. 
Wanneer er tijdverruiming plaatsvindt, ofwel wanneer een verhaal of deel van een verhaal een hoge verteltijd heeft in vergelijking met de vertelde tijd (bijvoorbeeld 30 bladzijden om een half uur te omschrijven), wordt er uitvoerig ingegaan op de gebeurtenissen in dat tijdsbestek. Dit wordt meestal toegepast bij het hoogtepunt van een verhaal.
Het tegenovergestelde, tijdverdichting, kan ook. Zie dit voorbeeld: Vier gelukkige jaren bracht zij door in haar nieuwe dorp, totdat op een dag .... Nu is de verteltijd één (deel van een) zin en de vertelde tijd vier jaar. De begrippen verteltijd en vertelde tijd werden in 1946 geïntroduceerd door Günther Müller.